# Regiunea Lugansk
Lugansk, scris uneori Luhansk, (în ucraineană Луганська область, transliterat: Luhanska oblast) este o regiune din Ucraina. Capitala sa este orașul Lugansk.
Din 2014, ca urmare a Războiului din Donbas, circa o treime a regiunii la sud de râul Doneț este controlată de separatiștii din Republica Lugansk, sprijiniți de armata rusă.

## Demografie
Componența lingvistică a regiunii Lugansk
     Rusă (68,84%)
     Ucraineană (30,01%)
     Alte limbi (0,2%)
Conform recensământului din 2001, majoritatea populației regiunii Lugansk era vorbitoare de rusă (68,84%), existând în minoritate și vorbitori de ucraineană (30,01%).